# Luigi Figoli
Luigi Figoli (Napoli, 10 ottobre 1920 – Santa Margherita Ligure, 1990) è stato un bobbista italiano.

## Biografia
Viene ricordato come vincitore di una medaglia d'argento nella sua disciplina, ottenuta ai campionati mondiali del 1954 (edizione tenutasi a Cortina d'Ampezzo, Italia) insieme al connazionale Italo Petrelli. Nell'edizione l'oro andò all'altro equipaggio italiano (Guglielmo Scheibmeier, Andrea Zambelli), il bronzo a quello statunitense.
Fu maestro di sci nautico a Santa Margherita Ligure, dove ebbe fra i suoi allievi anche Franco Carraro.